# Ruplje
Ruplje (cyr. Рупље) – wieś w Serbii, w okręgu jablanickim, w gminie Crna Trava. W 2011 roku liczyła 5 mieszkańców.